# Coupe nordique de futsal 2013
Navigation
2014
La Coupe nordique de futsal 2013 est la première édition de la Coupe nordique de futsal qui a lieu au Danemark dans la ville de Nykøbing Falster, un tournoi international de football pour les États des Pays nordiques affiliées à la FIFA organisée par l'UEFA.

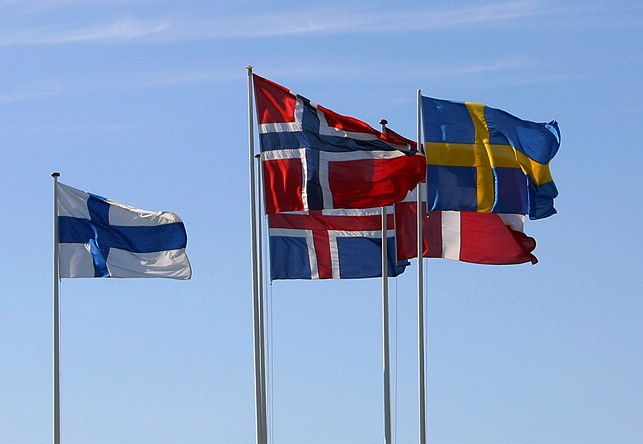
Pays nordiques

## Classements et résultats
| Équipe   | J | V | N | D | BM | BE | DB | Pts |
| -------- | - | - | - | - | -- | -- | -- | --- |
| Suède    | 3 | 2 | 0 | 1 | 12 | 8  | +4 | 6   |
| Norvège  | 3 | 2 | 0 | 1 | 10 | 11 | -1 | 6   |
| Finlande | 3 | 1 | 0 | 2 | 10 | 10 | 0  | 3   |
| Danemark | 3 | 1 | 0 | 2 | 11 | 14 | -3 | 3   |

| 4 décembre 2013 | Norvège                                                            | 3 - 2 | Finlande                           | PriceRunner Arena, Nykøbing Falster, Danemark |  |
|                 | Kim Rune Ovesen 3e · Abdurahim Laajab 15e · Eirik Valla Dønnem 29e |       | 16e Mikko Kytölä · 22e Miika Hosio |                                               |  |
|                 | (Rapport)                                                          |       |                                    |                                               |  |

| 4 décembre 2013 | Danemark                                                                            | 4 - 3 | Suède                                                    | PriceRunner Arena, Nykøbing Falster, Danemark |  |
|                 | Kévin Jørgensen 14e · Rasmus Lucht 17e · Rasmus Petersen 25e · Sebastian Jensen 33e |       | 5e Dan Mönell · 37e Krstian Legiec · 39e Pejamn Pahlevan |                                               |  |
|                 | (Rapport)                                                                           |       |                                                          |                                               |  |

| 6 décembre 2013 | Suède                                                           | 4 - 3 | Finlande                                                 | PriceRunner Arena, Nykøbing Falster, Danemark |  |
|                 | Krstian Legiec 19e · Sargon Abraham 25e 29e · Mathias Etéus 32e |       | 10e Panu Autio · 19e · Antti Teittinen · 33e Miika Hosio |                                               |  |
|                 | (Rapport)                                                       |       |                                                          |                                               |  |

| 6 décembre 2013 | Norvège                                                                                                   | 6 - 4 | Danemark                                      | PriceRunner Arena, Nykøbing Falster, Danemark |  |
|                 | Abdurahim Laajab 9e · Christopher Moen 14e 19e · Morten Ravlo 19e · Stian Sortevik 22e · Erlend Skaga 26e |       | 17e 27e Jacob Bonde · 26e 37e Kevin Jørgensen |                                               |  |
|                 | (Rapport)                                                                                                 |       |                                               |                                               |  |

| 7 décembre 2013 | Suède                                                                             | 5 - 1 | Norvège           | PriceRunner Arena, Nykøbing Falster, Danemark |  |
|                 | Dan Mönell 12e · Mathias Etéus 29e · Simon Chekroun 30e · Kristian Legiec 36e 39e |       | 17e Thomas Sæther |                                               |  |
|                 | (Rapport)                                                                         |       |                   |                                               |  |

| 7 décembre 2013 | Finlande                                                                    | 5 - 3 | Danemark                    | PriceRunner Arena, Nykøbing Falster, Danemark |  |
|                 | Mikko Kytölä 23e 33e · Miika Hosio 25e · Niko Stenholm 36e · Panu Autio 39e |       | 25e 27e 38e Kevin Jørgensen |                                               |  |
|                 | (Rapport)                                                                   |       |                             |                                               |  |

## Meilleurs buteurs
6 buts            
- Kevin Jørgensen

4 buts          
- Kristian Legiec

3 buts      
- Miika Hosio
- Mikko Kytölä

2 buts    
- Jacob Bonde
- Panu Autio
- Abdurahim Laajab
- Christopher Moen
- Sargon Abraham
- Mathias Etéus
- Dan Mönell

1 but  
- Sebastian Jensen
- Rasmus Lucht
- Rasmus Petersen
- Niko Stenholm
- Antti Teittinen
- Eirik Valla Dønnem
- Kim Rune Ovesen
- Morten Ravlo
- Erlend Skaga
- Stian Sortevik
- Thomas Sæther
- Simon Chekroun
- Pejman Pahlevan